# 郑州动车段

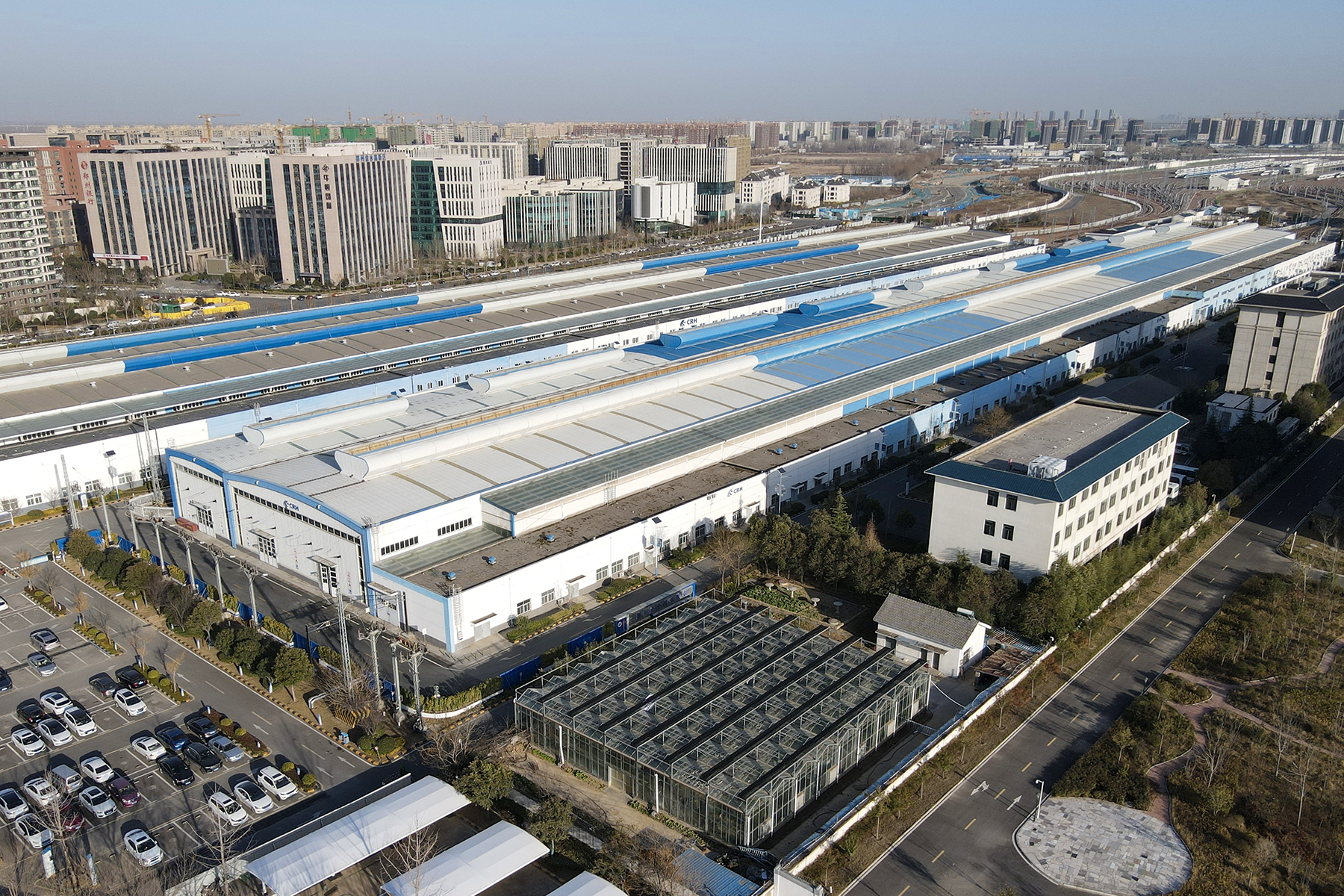
郑州动车段

郑州动车段位于郑州市市区东北部金水区柳林镇，连霍高速公路旁，京广高速铁路西侧，是中国大陆十一个动车段之一。现为郑州铁路局唯一的动车组检修运用单位，主要担负着从郑州开往西安、北京、上海、济南、太原、武汉、广州、深圳、桂林、成都方向动车组的检修和运用工作。郑州动车段是郑州铁路局的直属单位，由原郑州东动车运用所升级改建而成。

## 历史
郑州动车段前身为郑州东动车运用所，于2010年7月30日开工建设，由中铁第四勘察设计院设计，中铁七局集团承担施工任务。工程总概算15.91亿元，建设总工期18个月，2011年12月31日建成。
2014年7月1日，郑州动车段低调成立，并于7月22日进入正常办公状态。同时，郑州动车运用所被划归郑州动车段管辖。
为了配合郑徐客专开通运营，郑州动车段将于2014年11月开始进行扩建工程，增建了两线检查库、不落轮镟库内将单轴不落轮镟床改建为双轴不落轮镟床、增设空心轴探伤设备、移动式轮辐轮辋探伤等设备。 

## 规模
郑州动车段一期占地1100亩，房建面积18万平方米，包括两个存车场和一个检修场，并预留有两期扩建条件。近期设计动车组存车线37条（存车场规模近期设20条，预留17条），预留远期扩建条件。目前，根据铁总办函[2014]307号的描述，郑州动车段有存车线37条，具备CRH2型和CRH380A型动车组一二级修和存放能力。